# مرجانلو
مرجانلو هي قرية في مقاطعة أسكو، إيران. عدد سكان هذه القرية هو 356 في سنة 2006.